# Liste der Universitäten in Palästina
Dies ist eine Liste der Universitäten in den palästinensischen Autonomiegebieten. Sie umfasst die Hochschulen des Gazastreifens und Westjordanlands. Laut dem European Institute for Research on Mediterranean and Euro-Arab Cooperation (MEDEA) gab es im Jahr 2000 in den israelisch besetzten Gebieten elf Universitäten. Als zwölfte Hochschule wurde 2003 die University of Palestine eröffnet.

## Gazastreifen
Universitäten
- al-Aqsa-Universität, Gaza
- al-Azhar-Universität Gaza
- Islamische Universität Gaza
- University of Palestine, Az-Zahra’ (bei Gaza)[1]
- Außenstellen der Fernuniversität Al-Quds Open University

Colleges
- Palestine Technical College[2]
- Universal Studies Academy[3]
- University College of Applied Sciences[4]

## Westjordanland
Universitäten
- Al-Quds-Universität (im Englischen auch: Jerusalem University), Jerusalem
- Al-Quds Open University, Fernuniversität, Ramallah
- Katholische Universität Bethlehem
- Ahliya-Universität (Englisch: Palestine Ahliya University), Bethlehem (2007 gegründet)
- Universität Bir Zait
- Arabisch-Amerikanische Universität Dschenin
- Universität Hebron
- Polytechnische Hochschule Hebron (Englisch: Palestine Polytechnic University)
- Universität Nablus (auch: An-Najah Nationaluniversität)

Colleges
- Bethlehem Bible College[5]
- Edward Said National Conservatory of Music
- Ibrahimieh College[6]
- Khodori Institute, Tulkarm

## Weitere Bildungseinrichtungen
- Applied Research Institute – Jerusalem (ARIJ)[7]
- Health, Development, Information and Policy Institute
- Palestinian Academic Network[8]
- Palestinian Academic Society for the Study of International Affairs
- Palestinian Ministry of Education and Higher Education[9]

## Bildungseinrichtungen mit Bezug zu Palästina
- Durham Palestine Educational Trust
- Institute for Middle East Understanding
- Institute for Palestine Studies